# Вилии
Вилиите (gens Villia) са плебейска фамилия от Древен Рим.
Техните когномен са Аналис (Annalis) и Тапул (Tappulus).
Известни от фамилията:
- Апий Вилий, народен трибун 449 пр.н.е.
- Луций Вилий, плебейски едил 213 пр.н.е.
- Публий Вилий Тапул, консул 199 пр.н.е.
- Луций Вилий Тапул, претор 199 пр.н.е. и управител на провинция Сардиния
- Луций Вилий Аналис, народен трибун 180 пр.н.е.
- Гай Вилий, политик, приятел на Тиберий Гракх 133 пр.н.е.
- Луций Вилий Аналис, претор 43 пр.н.е.